# Teoria de Yang–Mills
En física teòrica, la teoria de Yang-Mills és una teoria de gauge basada en el grup unitari especial SU(N), o de forma general en qualsevol grup semi-simple de Lie compacte. La teoria de Yang-Mills serveix per a descriure el comportament de les partícules elementals amb grups de simetria no-Abelians i és al nucli de la unificació de les forces electromagnètiques i febles sota el grup U(1) × SU(2), així com de la cromodinàmica quàntica, la teoria de la interacció forta basada en SU(3) per a la càrrega de color. Per aquest motiu constitueix un fonament important en la nostra comprensió de la física de partícules descrita pel Model Estàndard.
El 1954, Chen Ning Yang i Robert Mills van estendre el concepte de teoria de gauge per a grups abelians, com p. ex. l'electrodinàmica quàntica, a grups no-abelians per a proporcionar una explicació teòrica de les interaccions fortes. La idea de Yang–Mills va ser criticada per Pauli, car per tal de mantenir la invariància de gauge els quanta del camp de Yang-Mills han de ser no-massius (i per tant la interacció d'abast infinit, al contrari de l'abast molt curt de la força nuclear forta). La idea va ser deixada de banda fins al 1960, quan el concepte de les partícules que adquireixen massa per mitjà del trencament de simetria en teories no-massives va ser desenvolupada inicialment per Jeffrey Goldstone, Yoichiro Nambu, i Giovanni Jona-Lasinio. Aquest progrés va fer reprendre els estudis de la teoria de Yang-Mills que es van demostrar finalment exitosos en la formulació de la unificació electrofeble i de la cromodinàmica quàntica (QCD). La interacció electrofeble és descrita pel grup SU(2) × U(1) mentre que la QCD és una teoria de Yang-Mills de tipus SU(3). El bosons no-massius de la teoria composta SU(2) × U(1) esdevenen els 3 bosons W i Z (massius) i el camp de fotó (sense massa) quan la simetria subjacent és trencada espontàniament (per interacció amb el camp de Higgs). El Model Estàndard final és doncs el resultat de la combinació dels grups SU(2) × U(1) × SU(3). Tot i que la interacció forta no sembla unificada amb la interacció electrofeble, l'evolució dels seus acoblaments convergeixen a energies molt altes (unificació dels acoblaments de gauge).
La fenomenologia a energies baixes de la QCD no és completament entesa a causa de les dificultats de no poder fer càlculs pertorbatius quan l'acoblament no és petit. Per aquesta raó el confinament de color de la interacció forta no ha estat teòricament provat. Una demostració que el límit de baixa energia de la QCD constitueix un problema matemàtic de gran rellevància és el fet que un dels premis dels problemes del mil·lenni proposat per l'Institut Clay de Matemàtiques és per a qui sigui capaç de provar l'existència d'un "gap de massa" a la teoria de Yang-Mills.

## Descripció matemàtica
Les teories de Yang-Mills són un exemple especial de teoria de gauge amb un grup de simetria no-abeliana donat pel lagrangià
{\displaystyle {\mathcal {L}}_{\mathrm {gf} }=-{\frac {1}{2}}\operatorname {Tr} (F^{2})=-{\frac {1}{4}}F^{a\mu \nu }F_{\mu \nu }^{a}}
Amb generadors de l'àlgebra de Lie corresponents a les quantitats-F (la curvatura o camp-forma de força) que satisfan
{\displaystyle \operatorname {Tr} (T^{a}T^{b})={\frac {1}{2}}\delta ^{ab},\quad [T^{a},T^{b}]=if^{abc}T^{c}}
i la derivada covariant definida com
{\displaystyle D_{\mu }=I\partial _{\mu }-igT^{a}A_{\mu }^{a}}
on I és la identitat per als generadors del grup, Aaμ és el potencial vectorial, i g és la constant d'acoblament. En quatre dimensions, l'acoblament g és un número pur i per a un grup SU(N) hom té {\displaystyle a,b,c=1\ldots N^{2}-1.}
La relació
{\displaystyle F_{\mu \nu }^{a}=\partial _{\mu }A_{\nu }^{a}-\partial _{\nu }A_{\mu }^{a}+gf^{abc}A_{\mu }^{b}A_{\nu }^{c}}
pot ser derivada pel commutador
{\displaystyle [D_{\mu },D_{\nu }]=-igT^{a}F_{\mu \nu }^{a}.}
El camp té la propietat de ser auto-interaccionant i les equacions de moviment obtingudes s'anomenen semi-linears, donat que les nonlinearitats apareixen amb derivades i sense. Això significa que hom pot tractar aquesta teoria només de forma pertorbativa a nonlinearitats petites.
La transició entre components de tensor o vector "superior" ("contravariant") i "inferior" ("covariant") és trivial per als índexs a (p. ex. {\displaystyle f^{abc}=f_{abc}}), mentre que per μ i ν és no-trivial, corresponent p. ex. a la signatura habitual de Lorentz, {\displaystyle \eta _{\mu \nu }={\rm {diag}}(+---)}.
A partir del lagrangià hom pot derivar les equacions de moviment donades per
{\displaystyle \partial ^{\mu }F_{\mu \nu }^{a}+gf^{abc}A^{\mu b}F_{\mu \nu }^{c}=0.}
Escrivint {\displaystyle F_{\mu \nu }=T^{a}F_{\mu \nu }^{a}}, aquestes poden ser reescrites com
{\displaystyle (D^{\mu }F_{\mu \nu })^{a}=0.}
Amb identitat de Bianchi satisfeta
{\displaystyle (D_{\mu }F_{\nu \kappa })^{a}+(D_{\kappa }F_{\mu \nu })^{a}+(D_{\nu }F_{\kappa \mu })^{a}=0}
que és equivalent a la identitat de Jacobi
{\displaystyle [D_{\mu },[D_{\nu },D_{\kappa }]]+[D_{\kappa },[D_{\mu },D_{\nu }]]+[D_{\nu },[D_{\kappa },D_{\mu }]]=0}
donat que {\displaystyle [D_{\mu },F_{\nu \kappa }^{a}]=D_{\mu }F_{\nu \kappa }^{a}} .
Definint el tensor de força dual, {\displaystyle {\tilde {F}}^{\mu \nu }={\frac {1}{2}}\varepsilon ^{\mu \nu \rho \sigma }F_{\rho \sigma }}, la identitat de Bianchi pot ser reescrita com
{\displaystyle D_{\mu }{\tilde {F}}^{\mu \nu }=0.}
La font del corrent {\displaystyle J_{\mu }^{a}} entra a les equacions de moviment com a
{\displaystyle \partial ^{\mu }F_{\mu \nu }^{a}+gf^{abc}A^{b\mu }F_{\mu \nu }^{c}=-J_{\nu }^{a}.}
Cal notar que els corrents han de canviar correctament sota transformacions del grup del gauge.
Calen alguns comentaris sobre les dimensions físiques de l'acoblament. En D dimensions, el camp escala com {\displaystyle [A]=[L^{\frac {2-D}{2}}]} i, per tant, l'acoblament ha d'escalar com: {\displaystyle [g^{2}]=[L^{D-4}]}. Això implica que la teoria de Yang-Mills no és renormalizable per a dimensions més grans que quatre. Més enllà, cal notar que per a D = 4, l'acoblament no té dimensions i el camp i el quadrat de l'acoblament tenen les mateixes dimensions del camp i l'acoblament d'una teoria de camp escalar quàrtica sense massa. Així, aquestes teories comparteixen la invariància d'escala a nivell clàssic.

## Quantificació de la teoria de Yang-Mills
Un mètode de quantitificació de la teoria de Yang-Mills és via mètodes funcionals, i.e. via integrals de camins. Hom introdueix el funcional generador per funcions de n-punts
{\displaystyle Z[j]=\int [dA]\exp \left[-{\frac {i}{2}}\int d^{4}x\operatorname {Tr} (F^{\mu \nu }F_{\mu \nu })+i\int d^{4}x\,j_{\mu }^{a}(x)A^{a\mu }(x)\right],}
encara que aquesta integral no té cap significat car el vector potencial pot ser escollit arbitràriament a causa de la llibertat de gauge. Aquest problema, conegut per a l'electrodinàmica quàntica, esdevé aquí més sever a causa de les propietats no-abelianes del grup de gauge. Una manera de resoldre-ho és amb la introducció d'un camp fantasma de Faddeev-Popov que és un camp escalar complex no-físic que, tot i satisfer l'estadística–de Dirac del Fermi, viola el teorema d'estadística de l'espín. Així doncs, podem escriure el funcional generador com
{\displaystyle {\begin{aligned}Z[j,{\bar {\varepsilon }},\varepsilon ]&=\int [dA][d{\bar {c}}][dc]\exp \left\{iS_{F}[\partial A,A]+iS_{gf}[\partial A]+iS_{g}[\partial c,\partial {\bar {c}},c,{\bar {c}},A]\right\}\\&\exp \left\{i\int d^{4}xj_{\mu }^{a}(x)A^{a\mu }(x)+i\int d^{4}x[{\bar {c}}^{a}(x)\varepsilon ^{a}(x)+{\bar {\varepsilon }}^{a}(x)c^{a}(x)]\right\}\end{aligned}}}
on
{\displaystyle S_{F}=-{\frac {1}{2}}\operatorname {Tr} (F^{\mu \nu }F_{\mu \nu })}
per al camp,
{\displaystyle S_{gf}=-{\frac {1}{2\xi }}(\partial \cdot A)^{2}}
per al gauge fixat i
{\displaystyle S_{g}=-({\bar {c}}^{a}\partial _{\mu }\partial ^{\mu }c^{a}+g{\bar {c}}^{a}f^{abc}\partial _{\mu }A^{b\mu }c^{c})}

per al fantasma. Aquesta és l'expressió generalment utilitzada per a derivar els diagames de Feynman associats a la teoria:
que poden ser obtinguts a partir del funcional generador donat damunt reescrivint-lo com:
{\displaystyle {\begin{aligned}Z[j,{\bar {\varepsilon }},\varepsilon ]&=\exp \left(-ig\int d^{4}x\,{\frac {\delta }{i\delta {\bar {\varepsilon }}^{a}(x)}}f^{abc}\partial _{\mu }{\frac {i\delta }{\delta j_{\mu }^{b}(x)}}{\frac {i\delta }{\delta \varepsilon ^{c}(x)}}\right)\\&\qquad \times \exp \left(-ig\int d^{4}xf^{abc}\partial _{\mu }{\frac {i\delta }{\delta j_{\nu }^{a}(x)}}{\frac {i\delta }{\delta j_{\mu }^{b}(x)}}{\frac {i\delta }{\delta j^{c\nu }(x)}}\right)\\&\qquad \qquad \times \exp \left(-i{\frac {g^{2}}{4}}\int d^{4}xf^{abc}f^{ars}{\frac {i\delta }{\delta j_{\mu }^{b}(x)}}{\frac {i\delta }{\delta j_{\nu }^{c}(x)}}{\frac {i\delta }{\delta j^{r\mu }(x)}}{\frac {i\delta }{\delta j^{s\nu }(x)}}\right)\\&\qquad \qquad \qquad \times Z_{0}[j,{\bar {\varepsilon }},\varepsilon ]\end{aligned}}}
amb
{\displaystyle Z_{0}[j,{\bar {\varepsilon }},\varepsilon ]=\exp \left(-\int d^{4}xd^{4}y{\bar {\varepsilon }}^{a}(x)C^{ab}(x-y)\varepsilon ^{b}(y)\right)\exp \left({\tfrac {1}{2}}\int d^{4}xd^{4}yj_{\mu }^{a}(x)D^{ab\mu \nu }(x-y)j_{\nu }^{b}(y)\right)}
Sent el generant funcional de la teoria lliure. Expandint en g i computant els derivats funcionals, som capaços d'obtenir tot el n-funcions de punt amb teoria de pertorbació. Utilitzant fórmula de reducció del LSZ aconseguim del n-el punt funciona les amplituds de procés corresponents, seccions de creu i índexs de decadència. La teoria és renormalizable i les correccions són finites a qualsevol ordre de teoria de pertorbació.
Per electrodinàmica quàntica el camp de fantasma desacobla perquè el grup de gauge és abelian. Això pot ser vist del coupling entre el camp de gauge i el camp de fantasma que és .{\displaystyle {\bar {c}}^{a}f^{abc}\partial _{\mu }A^{b\mu }c^{c}} Pel abelian cas, totes les constants d'estructura són zero i tan hi ha no coupling.{\displaystyle f^{abc}} En el no-abelian cas, el camp de fantasma apareix com a manera útil per reescriure la teoria de camp quàntica sense conseqüències físiques en el observables de la teoria com seccions de creu o índexs de decadència.
Un dels resultats més importants va obtenir per teoria de Yang-Mills és llibertat asimptòtica. Aquest resultat pot ser obtingut per assumir que el coupling g constant és petit (així que petit nonlinearities), quant a energies altes, i aplicant teoria de pertorbació. La pertinència d'aquest resultat és a causa que una teoria de Yang-Mills que descriu la interacció forta i la llibertat asimptòtica permet tractament apropiat dels resultats experimentals que venen de profund inelastic escampant.
Per obtenir el comportament de la teoria de Yang-Mills a energies altes, i tan per provar llibertat asimptòtica, un aplica teoria de pertorbació que assumeix un petit coupling. Això és verificat a posteriori en el límit ultraviolat. En el límit oposat, el límit infraroig, la situació és el contrari, mentre el coupling és massa gran per teoria de pertorbació per ser fiable. La majoria de les dificultats que investiguen coneix només està dirigint la teoria a energies baixes. Que és el cas interessant, sent inherent a la descripció de hadronic assumpte i, més generalment, a tot l'observat va lligar estats de gluons i quarks i el seu confinament (veu hadrons). El mètode més utilitzat per estudiar la teoria en aquest límit és per provar per solucionar-lo damunt ordinadors (veu teoria de gauge de l'enreixat). En aquest cas, els recursos computacionals grans són necessitats per ser segur el límit correcte de volum infinit (espaiat d'enreixat més petit) és obtingut. Això és el límit els resultats han de ser comparats amb. Espaiat més petit i més gran coupling no és independent de cada altre, i els recursos computacionals més grans són necessitats per cada. Tan d'avui, la situació apareix una mica satisfactori pel hadronic espectre i la computació del gluó i fantasma propagators, però el glueball i híbrids spectra és tot i així un assumpte qüestionat en vista de l'observació experimental de tals estats exòtics. De fet, la σ ressonància no és vista en qualsevol de tals computacions d'enreixat i contrastant les interpretacions han estat posades endavant. Això és un hotly assumpte debatut.

## Propagadors
Els propagadors són les quantitats claus per tal de comprendre el comportament de la teoria a moments grans i petits. Per a una teoria de Yang-Mills cal considerar el gluó i els propagadors fantasma. A moments grans (límit ultraviolat), la qüestió va ser completament resolt amb la descoberta de la llibertat asimptòtica. En aquest cas la teoria esdevé lliure i els propagadors del gluó i fantasma són els d'un partícula lliure sense massa. Els estats asimptòtics de la teoria són representats per gluons no-massius que porten la interacció i l'acoblament s'aproxima a zero.
A moments baixos (límit infraroig) la teoria esdevé fortament acoblada i en aquest cas la teoria de pertorbacions no pot ser aplicada. L'única aproximació fiable per a obtenir una resposta passa per càlculs en el reticle en potents ordinadors. La resposta a aquesta qüestió és fonamental car proporcionaria una explicació al problema del confinament. D'altra banda, cal no oblidar que els propagators són quantitats que depenen del gauge i, per tant, han de ser emprats amb compte quan hom vol aconseguir resultats físics correctes.

## Funció de beta i constant d'acoblament
Una de les propietats claus de tota teoria quàntica de camps és el comportament de la constant d'acoblament de la interacció (g) en funció de l'energia. Aquest comportament pot ser obtingut a partir d'una expansió pertorbativa de la funció beta de la teoria és coneguda, definida per l'equació
{\displaystyle \mu ^{2}{\frac {d\alpha _{s}}{d\mu ^{2}}}=\beta (\alpha _{s}),}
amb {\displaystyle \alpha _{s}=g^{2}/4\pi }. La teoria de Yang-Mills té la propietat de ser asimptòticament lliure en el límit d'altes energies (límit ultraviolat), donat que la funció beta té un signe negatiu en el terme que descriu el valor de l'acoblament per a valors creixents de l'energia. Per a SU(N) en el límit asimptòtica, la funció beta val:
{\displaystyle \beta (\alpha _{s})=-{\frac {11N}{12\pi }}\alpha _{s}^{2}-{\frac {17N^{2}}{24\pi ^{2}}}\alpha _{s}^{3}+O\left(\alpha _{s}^{4}\right).}
En el límit oposat d'energies baixes (límit infraroig), la funció beta no és coneguda.

## Problemes oberts
Les teories de Yang-Mills van conèixer una acceptació general en la comunitat física després que Gerard 't Hooft demostrés la seva renormalització el 1972, a partir d'una formulació del problema proposada pel seu supervisor Martinus Veltman. (La seva feina va ser reconeguda el 1999 amb el premi Nobel de física.) La renormalitzabilitat és garantida fins i tot si els bosons de gauge de la teoria són massius, com en el cas de la teoria electrofeble, perquè la seva massa és generada pel mecanisme de Higgs.
Des del punt de vista matemàtic, la teoria de Yang-Mills és un camp molt actiu de recerca, sent inclosa en la llista de premis dels "Problemes del Mil·lenni" de l'Institut Clay de Matemàtiques. En aquest cas, el premi-el problema consisteix en la demostració de la conjectura que les excitacions més baixes d'una teoria de Yang-Mills pura (i.e. sense camps de matèria) tenen un "gap" de massa finit respecte del estat de buit. Un altre problema obert, connectat amb aquesta conjectura, és una prova de la propietat de confinament en presència de fermions addicionals.
En física, l'estudi de teories de Yang-Mills no s'inicia normalment a partir d'anàlisis de pertorbació o mètodes analítics, sinó que més recentment s'apliquen sistemàticament mètodes numèrics a teories de gauge en el reticle.